# Javi Guerrero
Francisco Javier García Guerrero, meglio noto come Javi Guerrero (Madrid, 22 ottobre 1976), è un ex calciatore e dirigente sportivo spagnolo.